# Robliza de Cojos
Robliza de Cojos è un comune spagnolo di 216 abitanti situato nella comunità autonoma di Castiglia e León.